# Franz Weber (Politiker, 1835)
 Franz Seraph Weber (* 27. Juni 1835 in Landsberg am Lech; † 31. Januar 1904 ebenda) war Brauereibesitzer und Mitglied des Deutschen Reichstags (Deutsche Zentrumspartei).

## Leben
Weber besuchte die Elementarschule und erhielt später Unterricht in Latein und Deutsch. Er erlernte in Landsberg die Brauerei, Metzgerei und Landwirtschaft. Im Jahre 1858 übernahm er wegen des Todes seines Vaters das elterliche Anwesen. Von 1860 bis 1881 war er Mitglied des Gemeinde-Kollegiums Landsberg, darunter drei Jahre als Vorstand desselben. Ab 1881 war er Mitglied des Magistrats-Kollegiums und Referent der städtischen Bauverwaltung. Zwischen 1876 und 1887 war er als Vertreter des Großgrundbesitzes im Oberbayerischen Landrat (Provinzial-Landtag).
Von 1887 bis zu seinem Tode war er Mitglied der Bayerischen Kammer der Abgeordneten und von 1887 bis 1898 des Deutschen Reichstags für den Reichstagswahlkreis Oberbayern 6 (Weilheim, Werdenfels, Bruck, Landsberg, Schongau) und die Deutsche Zentrumspartei.